# Siège de Los Angeles
Guerre américano-mexicaine
Le siège de Los Angeles commence le 13 août 1846, durant la Guerre américano-mexicaine. Il consiste en une occupation du Pueblo de Los Angeles par les Marines des États-Unis.

## Contexte
Après la bataille de Monterey, les Américains tiennent le nord de la Californie, mais le général José Maria Castro et le gouverneur Pío Pico organisent la résistance dans le sud autour de la région de Los Angeles. Le commodore Robert Field Stockton arrive dans la baie de Monterey à bord de l'USS Congress, le 15 juillet et prend le commandement détenu par John Drake Sloat. Stockton accepte le Bear Flag, sous le commandement du Major John Charles Frémont ainsi que le Bataillon de Californie (en). Stockton place alors des garnisons à Sonoma, San Juan Bautista, Santa Clara et Fort Sutter.
Le plan de Stockton, pour faire face à Castro, est d'embarquer les hommes de Frémont, commandés par Samuel Francis Du Pont, à bord de l'USS Cyane vers San Diego afin de bloquer tout mouvement vers le sud, tandis que lui-même débarque ses forces, à San Pedro, qui se déplacent par voie terrestre en opposition à Castro. Fremont arrive à San Diego le 29 juillet et atteint San Pedro le 6 août à bord de l'USS Congress.

## Occupation
Après la tenue d'un conseil de guerre, Castro décide de quitter la Californie, en direction de Sonora avec Pico et quelques partisans le 11 août, tandis que le reste de ses forces se retire à Rancho San Pascual (en).
Le 13 août 1846, Stockton mène ses hommes en ville, suivi par les forces de Frémont, une demi-heure plus tard. Le 14 août, le reste de l'armée se rend à l'armée de Californie.

## Résistance
Stockton établit une garnison de quarante-huit hommes sous le commandement du capitaine Archibald H. Gillespie (en) et quitte la ville en septembre. Ses hommes, cependant, sont indisciplinés, dans une région fortement pro-Mexicaine.

## Le siège
Le 23 septembre, une vingtaine d'hommes, sous le commandement de Cerbulo Varela, échangent des coups de feu avec les Américains à la maison du gouvernement, ce qui enflamme le Pueblo de Los Angeles. Le 24 septembre, 150 Californios, s'organisent sous l'autorité de José María Flores, un officier mexicain resté en Californie, dans l'ancien camp de Castro, à La Mesa. José Antonio Carrillo et Andrés Pico rassemblent une troupe de Vaqueros. Les forces de Gillespie sont assiégées, tandis que Gillespie envoie Juan Flaco Brown demander de l'aide à Stockton. Les hommes de Gillespie se retirent à Fort Hill le 28 septembre, mais sans eau, ils se rendent dès le lendemain. Les conditions imposées aux hommes de Gillespie sont de quitter Los Angeles, ce qu'ils font le 30 septembre 1846 à bord du navire marchand américain Vandalia.
Flores balaie rapidement les forces américaines restantes dans le sud de la Californie.

## Source
- (en) Cet article est partiellement ou en totalité issu de l’article de Wikipédia en anglais intitulé « Siege of Los Angeles » (voir la liste des auteurs).